# Cels Calviño Andreu
Cels Calviño Andreu (Llucmajor, Mallorca, 1948), és un geògraf i mestre d'escola mallorquí.
Cels Calviño es diplomà en magisteri el 1977 i es llicencià en geografia el 1992 a la Universitat de les Illes Balears, UIB. Com a mestre ha treballat al Col·legi Públic Es Rafal Vell, de Palma. És autor de nombroses publicacions de caràcter didàctic, de forma individual, com ara De s'Estanyol a Cala Pi, passant per s'Estelella. Una passejada per la costa llucmajorera (1992); o en col·laboració amb altres autors.
El 2012 rebé el Premi Josep Maria Llompart, destinat a premiar una persona que s'hagi distingit a les Illes Balears per la seva dedicació a la normalització de la llengua, la cultura o la identitat nacional, dels XXVI Premis 31 de desembre (2012) de l'Obra Cultural Balear, perquè, segons el jurat, "s'ha distingit per la seva llarga tasca educativa que s'ha caracteritzat pel compromís amb el país; per la innovació pedagògica; per la promoció de la llengua catalana, de l'educació mediambiental, de les metodologies més avançades i per la projecció fora de l'horari escolar de la seva tasca formativa."